# Teguliscapha rossica
Teguliscapha rossica — викопний вид морських черепах, що існував у середній крейді (105—94 млн років тому).

## Скам'янілості
Викопні рештки черепахи знайдено у піщаному кар'єрі Стойло у місті Старий Оскол у Бєлгородській області на заході Росії.